# Ulryk
Ulryk – imię męskie pochodzenia germańskiego, jako skrócona, oboczna forma imienia Udalryk. Wywodzi się od słowa oznaczającego „pochodzący z bogatego rodu”. Łacińska wersja tego imienia to Udalricus.
Ulryk imieniny obchodzi 20 lutego i 14 lipca.
Żeński odpowiednik: Ulryka

## Znane osoby o imieniu Ulryk
- św. Ulryk z Augsburga (Udalryk)
- św. Ulryk z Cluny
- Ulryk – książę z dynastii Gryfitów, biskup kamieński
- Ulryk I Założyciel – hrabia Wirtembergii
- Ulryk IV Wirtemberski – hrabia Wirtembergii
- Ulryk (Oldřich) Czerwonka – dowódca czeskich oddziałów najemnych walczących po stronie krzyżackiej w wojnie trzynastoletniej, z pochodzenia Czech
- Ulrich Alexander Fox (ur. 1969), znany jako Rick Fox – kanadyjski koszykarz, trzykrotny mistrz ligi z Los Angeles Lakers; obecnie aktor telewizyjny
- Ulrich von Jungingen – wielki mistrz Zakonu Szpitala Najświętszej Marii Panny Domu Niemieckiego w Jerozolimie
- Ulrich von Hutten – pisarz niemiecki, przedstawiciel reformacji
- Hans Ulrich von Schaffgotsch – śląski hrabia, mąż Joanny Schaffgotsch
- Leonardo Ulrich Steiner (ur. 1950) – brazylijski duchowny katolicki, biskup pomocniczy Brasílii od 2011

## Postaci z literatury o imieniu Ulryk
- Ulryk z Człowieka bez właściwości Roberta Musila
- Ulryk z Legendy kroczącej śmierci Davida Gemmella